# Anepischetosia maccoyi
Genre
Synonymes
- Anepischetos Wells & Wellington, 1984

Espèce
Synonymes
- Siaphos maccoyi Lucas & Frost, 1894
- Lygosoma maccoyi (Lucas & Frost, 1894)
- Nannoscincus maccoyi (Lucas & Frost, 1894)
- Anepischetos maccoyi (Lucas & Frost, 1894)
- Anepischetos sharmani Wells & Wellington, 1984
- Anepischetosia brindabellaensis Wells & Wellington, 1985

Anepischetosia maccoyi, unique représentant du genre Anepischetosia, est une espèce de sauriens de la famille des Scincidae.

## Répartition
Cette espèce est endémique d'Australie. Elle se rencontre en Nouvelle-Galles du Sud et au Victoria.

## Étymologie
Cette espèce est nommée en l'honneur de Frederick McCoy.

## Publications originales
- Lucas & Frost, 1894 : The lizards indigenous to Victoria. Proceedings of the Royal Society of Victoria, new series, vol. 6, p. 24-92 (texte intégral).
- Wells & Wellington, 1985 : A classification of the Amphibia and Reptilia of Australia. Australian Journal of Herpetology, Supplemental Series, vol. 1, p. 1-61 (texte intégral).